# Vladan Alanović
Vladan Alanović, né le 3 juillet 1967, est un joueur croate de basket-ball.

## Palmarès

### Sélection nationale
Jeux olympiques d'été
- Médaille d'argent aux Jeux olympiques de 1992 à Barcelone,  Espagne

championnat du monde
- Médaille de bronze du championnat du monde 1994,  Canada

championnat d'Europe
- Médaille de bronze du championnat d'Europe 1993,  Allemagne
- Médaille de bronze du championnat d'Europe 1995,  Grèce